# فايزر
فايزر (بالإنجليزية: Pfizer Inc)‏ (/ ˈfaɪzər /)  هي شركة عالميَّة لتصّنيع الأدوية وتتخذ من مدينة نيويورك من ولاية نيويورك الأمريكيَّة مقرّاً رئيسيّاً.
هي شركة أدوية أمريكيَّة متعّددة الجنسيات. تُعد شركة فايزر واحدة من أكبر شركات الأدوية في العالم، وقد احتلت المرتبة 64 في قائمة فورتشين 500 لعام 2020 لأكبر الشركات الأمريكية من حيث إجمالي الإيرادات، بقيمة 47.644 مليار دولار اعتبارًا من 31 ديسمبر 2021.
يقع المقر الرئيسيّ لشركة فايزر في مانهاتن، وهي تُطور وتُنتج الأدوية واللقاحات لمجموعة واسعة من التخصّصات الطبيَّة، بما في ذلك علم المناعة، والأورام، وأمراض القلب، والغدد الصماء، وعلم الأعصاب. وتشمل منتجاتها العقار الرائج ليبيتور (أتورفاستاتين)، الذي يستخدم لخفض نسبة الكوليسترول الضار في الدم. ليريكا (بريجابالين) لألم الأعصاب والألم العضلي الليفي. ديفلوكان (فلوكونازول)، دواء مضاد للفطريات يؤخذ عن طريق الفم. زيثروماكس (أزيثروميسين)، مضاد حيوي. الفياجرا (سيلدينافيل) لعلاج ضعف الانتصاب. سيليبريكس (أيضًا سيليبرا وسيليكوكسيب)، دواء مضاد للالتهابات؛ وبريفنار13، لقاح متقارن ضد المكورات الرئوية.
في عام 2016، كان من المتوقع أن تندمج شركة فايزر. مع ألرغان بي ال سي لإنشاء شركة فايزر بي ال سي ومقرها أيرلندا في صفقة تبلغ قيمتها 160 مليار دولار أمريكي. تم إلغاء الاندماج في أبريل 2016، بسبب القواعد الجديدة من وزارة الخزانة الأمريكية ضد الانقلابات الضريبية، وهي طريقة لتجنب الضرائب من خلال الاندماج مع شركة أجنبية. قامت الشركة بعمل ثاني أكبر تسوية صيدلانية مع وزارة العدل الأمريكيَّة.[بحاجة لمصدر]
في 19 ديسمبر 2018، أعلّنت شركة فايزر عن اندماج مشترك لقسم الرعاية الصحية للمستهلك مع شركة الأدوية العملاقة في المملكة المتحدة غلاكسو سميث كلاين؛ بافتراض موافقات المساهمين، ستمتلك الشركة البريطانيَّة 68٪ من الأسهم في الشركة المنفصلة.
كانت شركة فايزر أحد مكونات مؤشر داو جونز الصناعي من 2004 إلى 2020، عندما تم الإعلان عن استبدال الشركة بـ أمجين في مؤشر داو جونز. دخل التغيير حيز التنفيذ في بداية التداول في 31 أغسطس 2020.

## لمحة تاريخية
سُميت هذه الشركة على اسم مؤسسها الصيدلي «شارلز فايزر» (1906-1824) الألمانيّ الأصل وما لبثت أن اندّمجت شركة فايزر بمنافستها الأوروبيَّة «فارماسيا» في العام 2002.
أسس تشارلز فايزر وابن عمه تشارلز إف إرهارت، كلاهما من أصل ألمانيّ، شركة فايزر في مدينة نيويورك في عام 1849. وأطلقوا أعمال الكيماويات، تشارلز فايزر وشركاه، في شارع بارتليت في ويليامزبرج، بروكلين، حيث أنتجا مضاد للطفيليات يسمى سانتونين. كان هذا نجاحًا فوريًا، على الرغم من أن إنتاج حامض الستريك هو الذي أدى إلى نمو شركة فايزر في ثمانينيَّات القرن التاسع عشر. واصلت شركة فايزر شراء العقارات لتوسيع معملها ومصنعها. كان المقر الإداري الأصلي لشركة فايزر في 81 مايدن لين في مانهاتن. بحلول عام 1906، بلغ إجمالي المبيعات 3.4 مليون دولار..[بحاجة لمصدر]
تسببت الحرب العالميَّة الأولى في نقص سيترات الكالسيوم التي استوردتها شركة فايزر من إيطاليا لتصنيع حامض الستريك، وبدأت الشركة في البحث عن مصدر بديل. علم الكيميائيون في شركة فايزر عن فطر يخُمر السكر إلى حمض الستريك، وتمكنوا من تسويق إنتاج حامض الستريك من هذا المصدر في عام 1919. ونتيجة لذلك، طوّرت الشركة خبرتها في تقنية التخّمير. تم تطبيق هذه المهارات على الإنتاج الضخم للبنسلين المضاد الحيوي خلال الحرب العالميَّة الثانيَّة استجابة للحاجة إلى علاج جنود الحلفاء المصابين. نجحت شركة فايزر في إنتاج كميات كبيرة من البنسلين باستخدام تقنيّة تخّمير الخزانات العميق. وساعد نجاحها في جعل البنسلين متاحًا لجنود الحلفاء بحلول نهاية الحرب.
أصبح البنسلين غير مكلف للغاية في الأربعينيَّات، وبحثت شركة فايزر عن مضادات حيويَّة جديدة ذات إمكانات ربح أكبر. اكتشفوا تيراميسين (أوكسي تتراسيكلين) في عام 1950، وهذا غيَّر الشركة من شركة مصنعة للمواد الكيميائيَّة الدقيقة إلى شركة أدوية قائمة على الأبحاث. طوّرت شركة فايزر برنامجًا لاكتشاف الأدوية يركز على التوليف في المختبر من أجل زيادة أبحاثها في تكنولوجيا التخّمير. كما أنشأت الشركة قسمًا للصحة الحيوانيَّة في عام 1959 بمزرعة بمساحة 700 فدان (2.8 كيلومتر مربع) ومنشأة بحثية في تير هوت، إنديانا.[بحاجة لمصدر]
بحلول الخمسينياَّت من القرن الماضي، أنشأت شركة فايزر مكاتب في بلجيكا والبرازيل وكندا وكوبا والمكسيك وبنما وبورتوريكو والمملكة المتّحدة. في عام 1960، نقلت الشركة عمليات مختبر الأبحاث الطبية الخاصة بها من مدينة نيويورك إلى منشأة جديدة في جروتون، كونيتيكت. في عام 1980، أطلقوا فيلدين (بيروكسيكام)، وهو دواء مضاد للالتهابات بوصفة طبية أصبح أول منتج لشركة فايزر يصل إجمالي مبيعاته إلى مليار دُولار. خلال الثمانينيَّات والتسعينيَّات من القرن الماضي، استمر نمو شركة فايزر من خلال اكتشاف وتسويق منتجات زولوفت وليبيتور ونورفاسك وزيثروماكس وأريسبت وديفلوكان والفياجرا.

### 2000-2010
في هذا العقد، نمت شركة فايزر من خلال عمليات الاندماج، بما في ذلك تلك التي مع وارنر لامبرت (2000)،  فارماسيا (2003)،  وويث (2009).
تم إلغاء تطوير تورسترابيب، وهو دواء يزيد من إنتاج (HDL)، أو «الكوليسترول الجيد»، والذي يقلل من (LDL) الذي يعتقد أنه مرتبط بأمراض القلب، في ديسمبر 2006. خلال المرحلة الثالثة من التجربة السريرية التي شملت 15000 مريض، حدثت المزيد من الوفيات في المجموعة التي تناولت الدواء أكثر من المتوقع، وشوهدت زيادة بنسبة ستين في المائة في معدل الوفيات بين المرضى الذين تناولوا تركيبة تورترابيب وليبيتور مقابل ليبيتور وحده. لم يكن ليبيتور وحده متورطًا في النتائج، لكن شركة فايزر خسرت ما يقرب من مليار دولار في تطوير الدواء الفاشل وانخفضت القيمة السوقية للشركة بعد ذلك. في نفس العام، أعلنت الشركة أيضًا أنها ستستحوذ على بوويرمد وريفاكس. [بحاجة لمصدر]
في سبتمبر 2009، أقرت شركة فايزر بأنها مُذنبة بالتسويق غير القانوني لعقار التهاب المفاصل بيكسترا للاستخدامات غير المعتمدة من قبل إدارة الغذاء والدواء الأمريكيَّة (FDA)، ووافقت على تسوية بقيمة 2.3 مليار دُولار، وهي أكبر تسوية للاحتيال في مجال الرعاية الصحيَّة في ذلك الوقت.
ذكرت مقالة في يوليو 2010 في بيزنس ويك أن شركة فايزر كانت تشهد نجاحًا أكبر في معركتها ضد صانعي الأدوية المزيفة من خلال رفع دعاوى قضائية مدنيَّة بدلاً من الملاحقة الجنائيَّة. استعانت شركة فايزر بخُبراء الجمارك والمخدرات من جميع أنحاء العالم لتعقب المنتجات المزيفة وتجميع الأدلة التي يمكن استخدامها لمتابعة الدعاوى المدنية لانتهاك العلامات التجارية. منذ عام 2007، أنفقت شركة فايزر 3.3 مليون دُولار على التحقيقات والرسوم القانونيَّة واستردت حوالي 5.1 مليون دُولار، مع 5 ملايين دُولار أخرى مقيدة في القضايا الجارية.

#### 2000: استحواذ وارنر لامبرت
استحوذت شركة فايزر على شركة وارنر لامبرت في عام 2000 مقابل 111.8 مليار دولار. أدّى ذلك إلى ما كان، في ذلك الوقت، ثاني أكبر شركة أدوية في العالم. تأسست شركة وارنر لامبرت كمخزن للأدوية في فيلادلفيا عام 1856 على يد ويليام ر. وارنر. اكتسب ابتكار عملية طلاء الأجهزة اللوحية مكانًا لوارنر في معهد سميثسونيان. تأسست بارك - ديفيس في ديترويت عام 1866 على يد هيرفي بارك وجورج ديفيس. تولى وارنر- لامبرت إدارة بارك - ديفيس في عام 1976، واستحوذ على ويلكنسون سورد في عام 1993 وأجورون للادوية في عام 1999.[بحاجة لمصدر]

#### 2003: الاستحواذ على فارماسيا
في عام 2003، اندمجت شركة فايزر مع فارماسيا. 
شركة أبجون هي شركة لتصنيع الأدوية تأسست عام 1886 في كالامازو بولاية ميشيغان من قبل الدكتور ويليام إي أبجون. تمَّ إنشاء الشركة في الأصل لصنع حبوب قابلة للتفتيت، والتي تم تصميمها لسهولة الهضم. تأسست جرينستون في عام 1993 من قبل أبجون كقسم للأدوية. في عام 1995، اندمجت شركة أبجون مع شركة فارماسيا لتشكيل شركة فارماسيا أند أبجون. تم إنشاء فارماسيا في أبريل 2000 من خلال اندماج فارماسيا أند أبجون مع شركة مونسانتو ووحدة جي دي سيرل التابعة لها. كان مقر الشركة المُندمجة في بيباك جلادستون، نيو جيرسي. تم فصل القسم الزراعي من شركة فارماسيا، باسم مونسانتو، استعدادًا لإغلاق عملية الاستحواذ من قبل شركة فايزر.
تأسست سوغين، وهي شركة تركز على مثبطات كيناز البروتين، في عام 1991 في ريدوود سيتي، كاليفورنيا، واستحوذت عليها شركة فارماسيا في عام 1999. وكانت الشركة رائدة في استخدام الجزيئات الصغيرة لمحاكاة ATP لمنع نقل الإشارات. بعد اندماج شركة فايزر، تمَّ إغلاق موقع سوغين في عام 2003، مع فقدان أكثر من 300 وظيفة، وتم نقل العديد من البرامج إلى شركة فايزر. تضمنت هذه المنتجات سونيتينيب (سوتنت)، التي تمت الموافقة عليها للاستخدام البشري من قبل إدارة الغذاء والدواء الأمريكيَّة في يناير 2006، وقد تجاوزت مليار دُولار من الإيرادات السنوية لشركة فايزر في عام 2010. تمت الموافقة أيضًا على مركب مرتبط، SU11654 (توسيرانيب)، لعلاج أورام الكلاب، كما نما مثبط أيه إل كي كريزوتينيب أيضًا من برنامج سوغين.
في عام 2003، جعلت شركة فايزر الجديدة جرينستون (التي تأسست في الأصل كقسم من أبجون) قسمها العام، وركزت على بيع الأدوية الجنيسة المرخصة لمنتجات فايزر. 
في عام 2008، أعلنت شركة فايزر عن انقطاع 275 وظيفة في منشأة التصنيع كالامازو. كانت كالامازو سابقًا المقر العالمي لشركة أبجون.

#### 2009: الاستحواذ على شركة وايث
في 26 يناير 2009، بعد أكثر من عام من المحادثات بين الشركتين، وافقت شركة فايزر على شراء شركة الأدوية المُنافسة وايث مقابل 68 مليار دُولار أمريكيّ نقدًا وأسهمًا وقروضًا، بما في ذلك حوالي 22.5 مليار دُولار أمريكيّ أقرضتها خمسة بنوك رئيسيَّة في وول ستريت. عززت الصفقة مكانة فايزر كأكبر شركة أدوية في العالم، حيث حققت الشركة المندمجة أكثر من 20 مليار دُولار أمريكيّ نقدًا كل عام، وكانت أكبر اندماج للشركات منذ صفقة أيه تي آند تي وبيل ساوث بقيمة 70 مليار دُولار أمريكيّ في مارس 2006. كان من المتوقع أن توفر الشركة المندمجة 4 مليارات دُولار أمريكي سنويًا من خلال التبسيط؛ ومع ذلك، كجزء من الصفقة، يجب على الشركتين إعادة مليارات الدولارات من العائدات من مصادر أجنبية إلى الولايات المتَّحدة، مما سيؤدي إلى ارتفاع تكاليف الضرائب. اكتمل الاستحواذ في 15 أكتوبر 2009، مما جعل ويث شركة فرعيَّة مملوكة بالكامل لشركة فايزر.
تم انتقاد الاندماج على نطاق واسع. قال جاري بيسانو من كلية هارفارد للأعمال لصحيفة وول ستريت جورنال، "إن سجل عمليات الاندماج والاستحواذ الكبرى في بيج فارما لم يكن جيدًا. لقد تم تدمير قدر هائل من ثروة المساهمين." قال المحللون في ذلك الوقت. لا يبدو أن اندماج وارنر-لامبرت وفارماسيا قد حقق مكاسب للمساهمين، لذلك ليس من الواضح من الذي يستفيد من اندماج وايث-فايزر للعديد من النقاد ".

#### 2010: الاستحواذ على شركة كينغ فارماسوتيكالز
في أكتوبر 2010، وافقت شركة فايزر على شراء كينغ فارماسوتيكالز مقابل 3.6 مليار دولار نقدًا أو 14.25 دولارًا للسهم الواحد: ما يقرب من 40٪ علاوة على سعر إغلاق كينغز في 11 أكتوبر 2010.

### 2011 إلى الوقت الحاضر
في فبراير 2011، أُعلن أن شركة فايزر ستغلق منشأة البحث والتطوير في المملكة المتحدة (كانت أيضًا مصنعًا للتصنيع سابقًا) في ساندويتش، كنت، والتي كان يعمل بها في ذلك الوقت 2400 شخص. ومع ذلك، اعتبارًا من عام 2014، كان لفايزر وجود محدود في الموقع؛  كما أن لديها وحدة أبحاث بريطانيَّة في كامبريدج.
في 4 سبتمبر 2012، وافقت إدارة الغذاء والدواء الأمريكيَّة على حبة فايزر لنوع نادر من سرطان الدم. هذا الدواء المسمى بوسليف يعالج ابيضاض الدم النقوي المزمن (CML)، وهو مرض في الدم ونخاع العظام يصيب عادة كبار السن.
في يوليو 2014، أعلنت الشركة أنها ستستحوذ على إينوفارما مقابل 225 مليون دُولار، بالإضافة إلى ما يصل إلى 135 مليون دولار في مدفوعات بارزة، في صفقة وسّعت نطاق شركة فايزر من الأدوية الجنيسة (جنسي متعلق بالجنس الاحيائي) والحقن. في 5 يناير 2015، أعلنت الشركة أنها ستحصل على حصة مسيطرة في ريدفاكس مقابل مبلغ لم يكشف عنه. أدت هذه الصفقة إلى توسيع محفظة لقاحات الشركة التي تستهدف الفيروس المضخم للخلايا البشري. في مارس 2015، أعلنت الشركة أنها ستستأنف تعاونها مع ايلي ليلي فيما يتعلق بتجربة المرحلة الثالثة من تانيزوماب. من المتوقع أن تحصل شركة فايزر على مبلغ مقدم قدره 200 مليون دولار. في يونيو 2015، استحوذت الشركة على عقارين من أدوية التهاب السحايا من شركة غلاكسو سميث كلاين - نيمينريكس ومينسفاكس - مقابل حوالي 130 مليون دُولار، مما أدى إلى توسيع مجموعة أدوية مرض المكورات السحائية للشركة.
في مايو 2016، أعلنت الشركة أنها ستستحوذ على أناكور فارماسوتيكالز مقابل 5.2 مليار دولار، لتوسيع محفظة الشركة في مجالات أدوية الالتهاب والمناعة. في يوم التداول الأخير، تم تداول أسهم أناكور مقابل 99.20 دولارًا لكل منها، مما أعطى أناكور قيمة سوقية قدرها 4.5 مليار دولار. في أغسطس، قدمت الشركة عرضًا بقيمة 40 مليون دولار لشراء أصول شركة بيند ثيرابيوتك المفلسة الآن من خلال محكمة الإفلاس الأمريكية. في الشهر نفسه، أعلنت الشركة أنها ستستحوذ على بامبو ثيرابيوتك مقابل 645 مليون دولار، لتوسيع عروض العلاج الجيني للشركة. في وقت لاحق، في أغسطس، أعلنت الشركة عن استحواذها على شركة تصنيع أدوية السرطان - ميديفيشن - مقابل 14 مليار دولار. في اليوم الأخير من التداول لشركة ميدافيشن، تم تقييم أسهمها بـ 81.44 دولارًا لكل سهم، مما يعطي قيمة سوقية فعالة قدرها 13.52 مليار دُولار. بعد يومين، أعلنت شركة فايزر أنها ستستحوذ على شركة أسترازينيكا للمضادات الحيوية ذات الجزيئات الصَّغيرة مقابل 1.575 مليار دُولار ودمجها في نشاط الأدوية الأساسيَّة وفي نفس الشهر رخصت الشركة الجسم المضاد أحادي النسيلة المضاد لـ CTLA4، ONC-392، من أونكويمون. 
في مايو 2019، أعلنت الشركة أنها ستستحوذ على ثيراشون مقابل 810 ملايين دُولار، لتوسيع محفظة الأمراض النادرة من خلال مركب مستقبل عامل نمو الخلايا الليفية البشرية المؤتلف 3 من ثيراشون، والذي يهدف إلى علاج حالات مثل الودانة. في يونيو، أعلنت شركة فايزر أنها ستستحوذ على مجموعة بيوفارما مقابل 10.6 مليار دولار لتعزيز خط أنابيب علاج الأورام.
في سبتمبر 2020، أعلنت الشركة أنها اشترت حصة 9.9٪ في سيستون للادوية مقابل 200 مليون دولار (1.55 مليار دولار هونج كونج)، مما ساعد على تسويق الجسم المضاد أحادي النسيلة المضاد لـ PD-L1 ، CS1001. في أكتوبر، أعلنت شركة فايزر أنها استحوذت على أريكسا للادوية.

#### 2013: عرض زويتيس
تمَّ الإعلان عن خطط لفصل زويتيس، قسم الزراعة في فايزر ولاحقًا فايزر لصحة الحيوان، في عام 2012. قدمت شركة فايزر طلبًا لتسجيل أسهم من الفئة A لدى هيئة الأوراق المالية والبورصات الأمريكية في 13 أغسطس 2012. الاكتتاب العام لشركة زويتيس في 1 فبراير 2013، باع 86.1 مليون سهم مقابل 2.2 مليار دُولار أمريكيّ. احتفظت شركة فايزر بـ 414 مليون سهم من الفئة ب، مما يمنحها حصة مسيطرة بنسبة 83 ٪ في الشركة. كان كبار المكتتبين في العرض هم جي بي مورجان تشيس وبنك أوف أمريكا وميريل لينش ومورجان ستانلي. تم استخدام معظم الأموال التي تم جمعها من خلال الاكتتاب العام لسداد ديون شركة فايزر الحالية.

## المُنتجات
شركة فايزر هي المُصنّع لـدواء «ليبتور»، الدواء الأكثر رواجاً ومبيعا على الإطلاقً ويستخدم لتخفيض مستوى الكوليسترول في الدم، و«ديفلوكان»، الدواء المقاوم للفطريات، «زيثروماكس»، المضاد الحيوي ذو المفعول طويل الأمد، وأخيراً وليس آخراً، «فياغرا»، دواء الضعف الجنسي (ضعف الانتصاب لدى الرجال).

### 2015: الاستحواذ على هوسبيرا
في فبراير 2015، اتفقت شركة فايزر وهوسبيرا على أن تستحوذ شركة فايزر على هوسبيرا مقابل 15.2 مليار دُولار،  وهي صفقة سيحصل فيها مساهمو هوسبيرا على 90 دولارًا نقدًا لكل سهم يمتلكونه. أدت أنباء الصفقة إلى ارتفاع أسعار أسهم هوسبيرا من 63.43 دولارًا إلى 87.43 دولارًا، وبلغ حجم التداول 60.7 مليون سهم. بما في ذلك الديون، تقدر قيمة الصفقة بحوالي 17 مليار دولار. هوسبيرا هي أكبر منتج للأدوية العامة عن طريق الحقن في العالم. في اليوم الأخير من التداول، تم تداول أسهم هوسبيرا مقابل 89.96 دولار لكل سهم، مما أعطى قيمة سوقية قدرها 15.56 مليار دُولار.

### 2015: محاولة الاستحواذ على شركة ألرغان
المقال الرئيسي: ألرغان
في 23 نوفمبر 2015، أعلنت شركة فايزر وألرغان، بي إل سي عن نيتهما الاندماج مقابل مبلغ تقريبي قدره 160 مليار دولار، مما يجعلها أكبر صفقة دوائية على الإطلاق، وثالث أكبر شركة اندماج في التاريخ. كجزء من الصفقة، كان من المقرر أن يظل الرئيس التنفيذيّ لشركة فايزر، إيان ريد، في منصب الرئيس التنفيذي ورئيس مجلس إدارة الشركة الجديدة، التي ستُطلق عليها اسم «فايزر بي إل سي»، مع الرئيس التنفيذي لشركة ألرغان، برنت سوندرز، ليصبح الرئيس والمدير التنفيذي للعمليات. كجزء من الصفقة، سيحصل مساهمو ألرغان على 11.3 سهم من الشركة، مع حصول مساهمي فايزر على سهم واحد. اقترحت الشروط أن تحافظ الشركة المندمجة على موطن ألرغان الأيرلندي، مما يؤدي إلى خضوع الشركة الجديدة لضريبة الشركات بالمعدل الأيرلندي البالغ 12.5٪ - أقل بكثير من معدل 35٪ الذي دفعته شركة فايزر في ذلك الوقت. كانت الصفقة تشكل اندماجًا عكسيًا، حيث استحوذ ألرغان على شركة فايزر، ثم غيرت الشركة الجديدة اسمها إلى «فايزر، بي إل سي». كان من المتوقع أن تكتمل الصفقة في النصف الثاني من عام 2016، وفقًا لشروط معينة: موافقة الولايات المتَّحدة والاتحاد الأوروبي، وموافقة كلا المجموعتين من المساهمين، وإتمام تصفية ألرغان لقسم الأدوية التابع لها لشركة تيفا للادوية (متوقع في الربع الأول من 2016).  في 6 أبريل 2016، أعلنت شركتا فايزر وألرغان أنهما ستلغيان عملية الاندماج بعد أن أدخلت إدارة أوباما قوانين جديدة تهدف إلى الحد من الانقلاب الضريبي على الشركات (إلى أي مدى يمكن للشركات نقل مقراتها الرئيسيَّة إلى الخارج من أجل تقليل مقدار الضرائب التي تدفعها).

### 2017: شركة فايزر الرعاية الصحية للمستهلك
في أكتوبر 2017، ظهرت تقارير تفيد بأن شركة فايزر كانت تجري مراجعة إستراتيجية لقسم الرعاية الصحية للمستهلكين، مع نتائج محتملة تتراوح بين عرضية جزئية أو كاملة أو بيع مباشر. كان من المتوقع أن يجمع سحب الاستثمارات حوالي 15 مليار دولار. أعرب ريكيت بينكيزر عن رغبته في تقديم عطاءات للقسم في وقت سابق في أكتوبر  مع سانوفي، وجونسون آند جونسون، وبروكتر آند جامبل  وجلاكسو سميث كلاين أيضًا التي تم ربطها بعطاءات للشركة. في 22 مارس، انسحب ريكيت بينكيزر من الصفقة، بعد يوم واحد انسحبت شركة جلاكسو سميث كلاين أيضًا.
في ديسمبر 2018، أعلنت شركة غلاكسو سميث كلاين أنها توصلت مع شركة فايزر إلى اتفاق لدمج ودمج أقسام الرعاية الصحية للمستهلكين في كيان واحد. تبلغ مبيعات الكيان المشترك حوالي 9.8 مليار جنيه إسترليني (12.7 مليار دولار)، مع احتفاظ جي إس كي بحصة مسيطرة بنسبة 68 ٪ في المشروع المشترك. وستمتلك شركة فايزر النسبة المتبقية البالغة 32٪. وتعتمد الصفقة على صفقة سابقة لعام 2018 حيث اشترت جي إس كي حصة شركة نوفارتيس في شركة جي إس كي-نوفارتيس المشتركة للرعاية الصحية للمستهلكين. تم إغلاق الصفقة في أغسطس 2019 ومنحت شركة جي إس كي ثلاث سنوات لإدراج الشركة علنًا في المملكة المتحدة.

### 2019: بيع أبجون وتشكيل فياتريس
في يوليو 2019، أعلنت شركة فايزر أنها ستدمج نشاطها التجاري في مجال الأدوية التي لا تحمل علامة تجارية والتي لا تحمل علامة تجارية، والمعروفة باسم أبجون، مع ميلان . أنشأت الصفقة شركة جديدة، فياتريس، باستخدام هيكل الثقة العكسي لموريس. سيتم تداول الأعمال الجديدة في بورصة ناسداك تحت مؤشر ناسداك: في تي آر إس.  سيمتلك مساهمو شركة فايزر 57٪ من الأعمال المندمجة الجديدة. سيتألف مجلس إدارة شركة فياتريس من روبرت جيه كوري كرئيس تنفيذي، ومايكل جويتلر رئيسًا تنفيذيًا، وثمانية أشخاص تختارهم شركة ميلان وثلاثة تختارهم شركة فايزر. في ديسمبر 2019، اختارت شركة فايزر الرئيس التنفيذي السابق ورئيس مجلس الإدارة، إيان ريد، ومدير شركة فايزر، جيمس كيلتس. في فبراير 2020، أعلنت شركة فايزر عن دبليو دون كورنويل واختيارهم النهائي لمجلس الإدارة مع اختيار ميلان لجويلين ليونز ديلون ونيل ديميك وميلينا هيجينز وهاري إيه كورمان وراجيف مالك وريتشارد مارك ومارك دبليو باريش وبولين فان دير مير موهر كمرشحين لمجلس الإدارة - جميع مديري ميلان. 
في أكتوبر 2020، وافقت لجنة التجارة الفيدرالية الأمريكية على الجمع.

### لقاح فيروس كورونا
أنظر أيضا: توزيناميران
أعلنت في 9 نوفمبر 2020 أن نسبة فعالية لقاحها لفيروس كوفيد-19 بلغت أكثر من 90٪.
في مايو 2020، بدأت شركة فايزر في اختبار أربعة أنواع مختلفة من لقاح كوفيد-19. وقد خططت لتوسيع التجارب البشرية لتشمل الآلاف من مرضى الاختبار بحلول سبتمبر 2020. حقنت شركة الأدوية جرعات من اللقاح المحتمل BNT162b2، الذي طورته شركة التكنولوجيا الحيوية الألمانية بيوانتك، وأدخلت أول مشارك بشري في الولايات المتحدة في أوائل مايو. واستناداً إلى النتائج، قالت شركة فايزر إنها «ستكون قادرة على تقديم ملايين الجرعات في الإطار الزمني لشهر أكتوبر» وتتوقع إنتاج مئات الملايين من الجرعات في عام 2021.
في يوليو 2020، أعلنت شركتا فايزر وبيوانتك أن اثنين من الشركاء الأربعة المرشحين للقاح mRNA قد فازا بتسمية المسار السريع من إدارة الغذاء والدواء. بدأت الشركة اختبار المرحلة الثالثة في الأسبوع الأخير من يوليو 2020، على 30000 شخص وكان من المقرر أن تدفع حكومة الولايات المتحدة 1.95 مليار دولار مقابل 100 مليون جرعة من اللقاح. حددت الصفقة الأمريكية جرعتين بسعر 39 دولارًا، وذكرت الشركة أنها لن تخفض الأسعار للبلدان الأخرى حتى يصبح تفشي المرض وباءً. صرح الرئيس التنفيذي لشركة فايزر بأن الشركات في القطاع الخاص التي تنتج لقاحًا يجب أن تحقق أرباحًا.
في سبتمبر 2020، أعلنت شركتا فايزر وبيوانتك أنهما أكملتا محادثات مع المفوضية الأوروبية لتقديم 200 مليون جرعة لقاح أولية إلى الاتحاد الأوروبي، مع خيار توفير 100 مليون جرعة أخرى في وقت لاحق.
في أكتوبر 2020، تم الإبلاغ عن أن شركة فايزر ستبدأ في اختبار لقاح كوفيد-19 الذي طورته بيوانتك على مجموعة واسعة من الموضوعات بما في ذلك الأطفال الذين تقل أعمارهم عن 12 عامًا. وستكون هذه أول تجربة لقاح لفيروس كورونا تشمل الأطفال في الولايات المتحدة.
في 9 تشرين الثاني (نوفمبر) 2020، أعلنت شركة فايزر أن اللقاح له نسبة فعالية تقارب 95٪ مع عدم وجود آثار جانبية خطيرة. في 20 نوفمبر 2020، تقدمت شركة فايزر بطلب للحصول على ترخيص استخدام طارئ من إدارة الغذاء والدواء للحصول على اللقاح. في 2 كانون الأول (ديسمبر) 2020، منحت المملكة المتحدة تصريح استخدام طارئ للقاح شركة فايزر-بيوانتك، لتصبح أول دولة توافق على لقاح COVID-19 الذي تم اختباره في «تجربة سريرية كبيرة» لـ «43000 شخص».
في 4 ديسمبر 2020، أصبحت البحرين الدولة الثانية التي توافق على الاستخدام الطارئ للقاح فايزر-بيو أن تك كوفيد-19 للمجموعات المعرضة للخطر، وأعلنت لاحقًا أن اللقاح سيُقدم مجانًا للجمهور.
في 8 ديسمبر 2020، بدأت بريطانيا التوزيع الأولي للقاح كوفيد-19. في 9 ديسمبر 2020، أخبر المنظمون البريطانيون المستشفيات بعدم إعطاء لقاح فايزر – بيوانتك كوفيد-19 للأشخاص المعرضين لردود فعل تحسسية «خطيرة»، بعد ظهور أعراض «تفاعل تأقاني» على اثنين من موظفي الخدمة الصحية الوطنية.
أيضًا في 9 ديسمبر 2020، أصبحت كندا الدولة الثالثة التي توافق على لقاح فايزر – بيوانتك كوفيد-19، حيث اشترت في البداية 20 مليون جرعة واحتفظت بخيار شراء ما يصل إلى 56 مليون جرعة إضافية. تم التخطيط لتسليم مبدئي من 249000 جرعة في ديسمبر مع ما يصل إلى 4 ملايين جرعة إضافية مخطط تسليمها بحلول مارس 2021.
في 10 ديسمبر 2020، عقدت إدارة الغذاء والدواء الأمريكية (FDA) اجتماعًا للجنة الاستشارية لمناقشة ترخيص اللقاح. صوتت لجنة مستقلة بأغلبية 17 صوتًا مقابل 4 أصوات لدعم موافقة إدارة الغذاء والدواء على اللقاح.  وفي نفس اليوم، وافقت السعودية على اللقاح، لتصبح رابع دولة تفعل ذلك. في اليوم التالي، 11 ديسمبر 2020، أصبحت الولايات المتحدة رسميًا الدولة الخامسة التي توافق على استخدام لقاح كوفيد-19 من شركة بيوانتك. منحت إدارة الغذاء والدواء (FDA) تصريح الاستخدام في حالات الطوارئ (EUA) وبموجب اتفاقية الولايات المتحدة مع شركة فايزر، وافقت شركة فايزر على التوزيع الأولي لـ 2.9 مليون جرعة على أساس فوري و 100 مليون جرعة حتى مارس 2021، مع توفير الولايات المتحدة اللقاح مجانًا إلى الجمهور. في 14 ديسمبر 2020، أصبحت سنغافورة واحدة من أوائل الدول في آسيا التي وافقت على اللقاح من خلال هيئة العلوم الصحية.
في 21 كانون الأول (ديسمبر) 2020، أوصت وكالة الأدوية الأوروبية التابعة للاتحاد الأوروبي (EMA) بمنح ترخيص تسويق مشروط للقاح «كوميرناتي» الذي طورته شركة بيوانتك وفايزر. في 27 ديسمبر 2020، أطلق الاتحاد الأوروبي تدبيرًا تنسيقيًا لإطلاق لقاح فايزر - بيوانتك كوفيد-19، والذي تم توزيعه على جميع الدول الأعضاء البالغ عددها 27 دولة. ووصفها كبار المسؤولين في الاتحاد بأنها «لحظة مؤثرة للوحدة».قدمت شركة فايزر شعارًا جديدًا في 5 يناير 2021.

## التشغيل
تم تنظيم شركة فايزر في تسعة أقسام تشغيل رئيسية: الرعاية الأولية، والرعاية المتخصصة، وعلم الأورام، والأسواق الناشئة، والمنتجات الراسخة، والرعاية الصحية الاستهلاكية، والتغذية، وصحة الحيوان، وكابسوجيل.

### الشراكة
في مايو 2015، أعلنت شركة فايزر ومختبر جامعة بار إيلان عن شراكة قائمة على تطوير تقنية النانو الطبية للحمض النووي.

### البحث والتطوير
يتم تنظيم أنشطة البحث والتطوير لشركة فايزر في مجموعتين رئيسيتين: مجموعة فارماثيرابيوتيكس مجموعة أبحاث وتطوير، والتي تركز على اكتشاف الجزيئات الصغيرة والطرائق ذات الصلة؛ ومجموعة أبحاث وتطوير بيوثيرابيوتك، والتي تركز على أبحاث الجزيئات الكبيرة، بما في ذلك اللقاحات. في عام 2007، استثمرت شركة فايزر 8.1 مليار دولار في البحث والتطوير، وهو أكبر استثمار في مجال البحث والتطوير في صناعة الأدوية.
في عام 2018، أعلنت شركة فايزر أنها ستنهي عملها في مجال البحث في علاجات مرض الزهايمر ومرض باركنسون (أحد أعراض مرض باركنسون وحالات أخرى). وذكرت الشركة أن ما يقرب من 300 باحث سيفقدون وظائفهم نتيجة لذلك.
في عام 2018، وقعت شركة فايزر اتفاقية مع شركة التكنولوجيا الحيوية الألمانية بيوانتك، لإجراء أنشطة بحث وتطوير مشتركة لتعزيز تقدم لقاحات الإنفلونزا المستندة إلى mRNA. بموجب الاتفاقية، بعد اكتمال بيوانتك للدراسة السريرية الأولى على الإنسان، ستتحمل شركة فايزر المسؤولية الوحيدة عن المزيد من التطوير السريري وتسويق لقاحات الإنفلونزا القائمة على mRNA.
في عام 2020، دخلت شركة فايزر في شراكة مرة أخرى مع بيوانتك، لدراسة وتطوير لقاح كوفيد-19 mRNA. في 27 يوليو 2020 أعلنت الشركات عن بدء دراسة سريرية عالمية (باستثناء الصين) للمرحلة 2/3 من السلامة والفعالية لتقييم لقاح mRNA المرشح BNT162b2. تخطط الشركات لاستخدام منشآت شركة فايزر لتصنيع اللقاح إذا حصلت على موافقة إدارة الغذاء والدواء.
في نوفمبر 2020، أعلنت شركة فايزر أن لقاح كوفيد-19 من شركة بيوانتك، والذي تم اختباره على 43500 شخص، وجد أنه فعال بنسبة 90٪، والذي وصف بأنه «معلم».

## المُنتجات
اعتبارًا من عام 2017، قسمت شركة فايزر أعمالها إلى قسمين أساسيين: (1) الصحة المبتكرة، والتي تشمل الأدوية واللقاحات ذات العلامات التجارية، و (2) الصحة الأساسية. في عام 2016، حققت الصحة المبتكرة عائدات بقيمة 29.2 مليار دولار، وولدت الصحة الأساسية 23.6 مليار دولار.
تشمل منتجات فايزر الرئيسية لقاح المكورات الرئوية المتقارن، بعلامة تجارية بريفنار 13؛ هذا، جنبًا إلى جنب مع نيموسيل، الذي ينتجه معهد سيروم في الهند، وسينفلوريكس، الذي تنتجه شركة غلاكسو سميث كلاين، يستخدم للوقاية من عدوى المكورات الرئوية الغازية. أدى إدخال النسخة الأصلية من اللقاح المكون من 7 تكافؤات، والتي طورتها ويث في فبراير 2000، إلى انخفاض بنسبة 75٪ في حالات الإصابة بعدوى المكورات الرئوية الغازية بين الأطفال دون سن الخامسة في الولايات المتحدة. استحوذت شركة فايزر على شركة وايث في عام 2009 وقدمت نسخة محسّنة من اللقاح في عام 2010، حيث تم منحها براءة اختراع في الهند في عام 2017. يوفر بريفنار 13 تغطية لـ 13 نوعًا من البكتيريا المتغيرة، بما يتجاوز النسخة الأصلية ذات 7 تكافؤ. اعتبارًا من عام 2012، انخفض معدل العدوى الغازية بين الأطفال دون سن الخامسة بنسبة 50٪ إضافية. يعد بريفنار 13 المنتج الأكثر مبيعًا لشركة فايزر والأكثر مبيعًا من اللقاحات في العالم، حيث بلغت مبيعاته السنوية 5.8 مليار دولار أمريكي في عام 2020.
يعد يريكا، وهو دواء بريجابالين لآلام الأعصاب، منتجًا رئيسيًا آخر بمبيعات بلغت 4.6 مليار دولار في عام 2013؛ تم تحدي براءة الاختراع الأمريكية على يريكا من قبل الشركات المصنعة العامة وتم تأييدها في عام 2014، مما أعطى شركة فايزر حصرية لشركة يريكا في الولايات المتحدة حتى عام 2018. زيلجانز، توفاسيتينيب) لالتهاب المفاصل الروماتويدي والتهاب القولون التقرحي، بلغت مبيعاته 1.77 مليار دولار في عام 2018 وفي يناير 2019 كان العقار الأول في الولايات المتحدة للإعلان المباشر للمستهلك، متجاوزًا هوميرا.
بالإضافة إلى تسويق الأدوية ذات العلامات التجارية، تشارك شركة فايزر في تصنيع الأدوية الجنيسة وبيعها. في الولايات المتحدة، تقوم بذلك من خلال شركة جرينستون التابعة لها، والتي استحوذت عليها كجزء من الاستحواذ على فارماسيا. لدى فايزر أيضًا صفقة ترخيص سارية مع أوروبيندو، والتي تمنح السابقة الوصول إلى مجموعة متنوعة من المنتجات العامة الصلبة الفموية. تشمل الأدوية التاريخية الرئيسية ما يلي:
- أتورفاستاتين (الاسم التجاري ليبيتور)، ستاتين لعلاج فرط كوليسترول الدم. تم تطوير ليبيتور من قبل شركة بارك ديفيز التابعة لشركة فايزر، وهي شركة تابعة لشركة وارنر لامبرت وتم تسويقها لأول مرة في عام 1996.[148] على الرغم من أن أتورفاستاتين كان خامس عقار في فئة الستاتين يتم تطويره، أظهرت التجارب السريرية أن أتورفاستاتين تسبب في انخفاض كبير في LDL-C أكثر من أدوية الستاتين الأخرى. من عام 1996 إلى عام 2012 تحت الاسم التجاري ليبيتور، أصبح أتورفاستاتين الدواء الأكثر مبيعًا في العالم على الإطلا، حيث بلغت مبيعاته أكثر من 125 مليار دولار على مدار 14.5 عامًا تقريبًا.[149] ليبيتور وحده «قدم ما يصل إلى ربع الإيرادات السنوية لشركة فايزر لسنوات.» [149] انتهت صلاحية براءة الاختراع في عام 2011.[150]

- ديفلوكان (فلوكونازول)، أول علاج متاح عن طريق الفم للعدوى الفطرية الشديدة. يوصى باستخدام الفلوكونازول كخط علاج أول في داء المبيضات الغازي [151] ويستخدم على نطاق واسع في الوقاية من الالتهابات الفطرية الشديدة عند الخدج.[152] الفلوكونازول مدرج في قائمة منظمة الصحة العالمية للأدوية الأساسية.[153] انتهت حماية براءات الاختراع في عامي 2004 و 2005.[154]

- فلاجيل (ميترونيدازول) هو دواء مضاد حيوي من نيتروإيميدازول يستخدم بشكل خاص للبكتيريا اللاهوائية والأوليات. إنه مضاد للجراثيم ضد الكائنات اللاهوائية، ومبيد للأميبا، ومضاد للأوالي.[155] اعتبارًا من عام 2018، هو الخط الثاني للحلقات الأولى من عدوى المطثية العسيرة الخفيفة إلى المتوسطة (كانت سابقًا الخط الأول).[156] إنه مدرج في قائمة منظمة الصحة العالمية للأدوية الأساسية.[153] انتهت الحماية الأصلية لبراءات الاختراع في عام 1982، ولكن إعادة الصياغة خضرة حدثت بعد ذلك.[157]

- نورفاسك (أملوديبين)، دواء خافض للضغط من فئة حاصرات قناة الكالسيوم ديهيدروبيريدين. أملوديبين مدرج في قائمة منظمة الصحة العالمية للأدوية الأساسية، وهي قائمة بأهم الأدوية المطلوبة في نظام الصحة الأساسية.[153] انتهت حماية براءات الاختراع في عام 2007.[158]

- زيثروماكس (أزيثروميسين)، مضاد حيوي لماكرولايد موصى به من قبل جمعية الأمراض المعدية الأمريكية كخط علاج أول لحالات معينة من الالتهاب الرئوي المكتسب من المجتمع.[159] انتهت حماية براءات الاختراع في عام 2005.[160]

- زولوفت (سيرترالين)، هو مضاد للاكتئاب من فئة مثبطات امتصاص السيروتونين الانتقائية (SSRI). تم تقديمه إلى السوق من قبل شركة فايزر في عام 1991. يوصف سيرترالين بشكل أساسي لاضطراب الاكتئاب الرئيسي في العيادات الخارجية للبالغين بالإضافة إلى اضطرابات الوسواس القهري والذعر والقلق الاجتماعي لدى البالغين والأطفال. في عام 2011، كان ثاني أكثر مضادات الاكتئاب موصوفًا في سوق البيع بالتجزئة في الولايات المتحدة، مع 37 مليون وصفة طبية.[161] انتهت صلاحية براءة الاختراع عام 2006.[162]

## الممارسات الترويجيَّة
لطالما عُرفت شركة فايزر في الصناعة كواحدة من أكثر المسوقين عدوانية لمنتجاتها. كشف الوصول إلى وثائق ويث الداخلية عن استراتيجيات تسويقية مستخدمة للترويج لـ نيورونتين للاستخدام خارج التسمية. في عام 1993، وافقت إدارة الغذاء والدواء الأمريكية (FDA) على جابابنتين (نيورونتين، فايزر) فقط لعلاج النوبات. استخدمت شركة وارنر - لامبرت، التي اندمجت مع شركة فايزر في عام 2000، أنشطة لا ترتبط عادةً بترويج المبيعات، بما في ذلك التعليم الطبي المستمر والبحث، ورعاية المقالات حول العقار في الأدبيات الطبية، والقمع المزعوم لنتائج الدراسة غير المواتية، لتعزيز الجابابنتين. في غضون 5 سنوات، كان الدواء يستخدم على نطاق واسع لعلاج الآلام والحالات النفسية. اعترف وارنر لامبرت بتهمة انتهاك لوائح إدارة الغذاء والدواء من خلال الترويج لعقار الألم، والحالات النفسية، والصداع النصفي، واستخدامات أخرى غير مصرح بها، ودفع 430 مليون دولار لتسوية رسوم المسؤولية الجنائية والمدنية المتعلقة بالرعاية الصحية. خلصت مراجعة كوكرين إلى أن الجابابنتين غير فعال في الوقاية من الصداع النصفي. صنفته الأكاديمية الأمريكية لطب الأعصاب على أنها ذات فعالية غير مثبتة، في حين صنفت جمعية الصداع الكندية والاتحاد الأوروبي لجمعيات الأعصاب استخدامها على أنها مدعومة بأدلة متوسطة ومنخفضة الجودة على التوالي.
في سبتمبر 2009، وافقت شركة فايزر على دفع 2.3 مليار دولار أمريكي لتسوية مزاعم مدنية وجنائية بأنها قامت بتسويق أربعة عقاقير غير مشروعة - بيكسترا وجيودون وزيفوكس وإيريكا - للاستخدامات غير المعتمدة. كانت مستوطنة فايزر الرابعة من نوعها خلال عقد. تضمنت الدفعة 1.3 مليار دولار كغرامات جنائية لانتهاكات جنائية لقانون الغذاء والدواء ومستحضرات التجميل، ومليار دولار لتسوية مزاعم بأنها روجت بشكل غير قانوني للأدوية لاستخدامات لم توافق عليها إدارة الغذاء والدواء الأمريكية (FDA) وتسببت في ذلك. يجب تقديم الادعاءات الكاذبة إلى البرامج الفيدرالية وبرامج الولاية. كانت الغرامة الجنائية هي الأكبر على الإطلاق في الولايات المتحدة حتى ذلك الوقت. دخلت شركة فايزر في اتفاقية تكامل مؤسسية واسعة النطاق مع مكتب المفتش العام وستكون مطالبة بإجراء إصلاحات هيكلية جوهرية داخل الشركة، والحفاظ على موقع فايزر على الويب (pfizer.com/pmc) لتتبع التزامات الشركة بعد التسويق. كان على شركة فايزر أيضًا وضع قاعدة بيانات قابلة للبحث لجميع المدفوعات للأطباء الذين قامت الشركة بدفعها على موقع فايزر الإلكتروني بحلول 31 مارس 2010.
كان بيتر روست نائب الرئيس المسؤول عن قسم الغدد الصماء في فارماسيا قبل وأثناء استحواذ شركة فايزر عليها. خلال ذلك الوقت، أثار مخاوف داخلية بشأن الرشاوى والتسويق خارج العلامة التجارية لـ جينوتروبين، عقار هرمون النمو البشري في فارماسيا. أبلغت شركة فايزر عن ممارسات تسويق الأدوية إلى إدارة الغذاء والدواء ووزارة العدل؛ لم يكن روست على علم بهذا وقد رفع دعوى قضائية ضد شركة FCA ضد شركة FCA. احتفظت شركة فايزر به، لكنها عزلته حتى تم رفع دعوى FCA في عام 2005. رفضت وزارة العدل التدخل، وفصلته شركة فايزر، ورفع دعوى إنهاء خاطئة ضد فايزر.فازت شركة فايزر بإقالة سريعة للقضية، مع حكم المحكمة بأن الدليل أظهر أن فايزر قررت فصل روست قبل أن تعلم بأنشطته في الإبلاغ عن المخالفات.
تم رفع «دعوى المبلغين عن المخالفات» في عام 2005 ضد شركة وايث، التي استحوذت عليها شركة فايزر في عام 2009، بدعوى أن الشركة قامت بتسويق عقارها راباميون بطريقة غير مشروعة. تم استهداف ويث في الدعوى للتسويق خارج التسمية، واستهداف أطباء معينين ومنشآت طبية لزيادة مبيعات رابامون، في محاولة لتغيير مرضى زرع الأعضاء من عقاقير زرعهم إلى رابامون ولاستهداف الأمريكيين الأفارقة على وجه التحديد. وطبقاً للمبلغين عن المخالفات، فقد قدم ويث للأطباء والمستشفيات عمولات لوصف الدواء في شكل منح وتبرعات وأموال أخرى. في عام 2013، أقرت الشركة بأنها مذنبة بارتكاب انتهاكات جنائية لسوء العلامة التجارية بموجب قانون الغذاء والدواء ومستحضرات التجميل. بحلول أغسطس / آب 2014 كانت قد دفعت 491 مليون دولار كغرامات مدنية وجنائية.
وفقًا لناشر مجلة مجلة هاربر جون ماك آرثر، سحبت شركة فايزر ما قيمته «ما بين 400 ألف دولار ومليون دولار» من الإعلانات من مجلتهم بعد مقال غير ممتع عن دواء الاكتئاب.

## المحكمات والتسويات القانونية
قامت حكومة الولايات المتحدة بفرض غرامة مالية على شركة فايزر في العام 1994 عندما قامت الأخيرة بإنتاج صمامات قلب تالفة مما أودت بحياة 500 شخص على وجه التقريب. ويعرف أن ذات الشركة تقدمت بطلب لمجلس الشيوخ الأمريكي وتطالب المجلس بتشريع قانون يمنع من خلاله المستهلك من رفع القضايا القانونية على الشركات التي تقوم بتصنيع القطع والأجهزة التي تستخدم داخل الجسم البشري.
دعاوى قضائية فايزر طرف في عدد من الدعاوى القضائية الناشئة عن منتجاتها الصيدلانية بالإضافة إلى ممارسات الشركات المختلفة التي اندمجت معها أو استحوذت عليها. شركة كويجلي، التي باعت منتجات العزل المحتوية على الأسبستوس حتى أوائل السبعينيات، استحوذت عليها شركة فايزر في عام 1968. كان ضحايا الأسبستوس وشركة فايزر يتفاوضون على صفقة تسوية تطالب شركة فايزر بدفع 430 مليون دولار إلى 80 بالمائة من المدعين الحاليين . كما ستضع مبلغًا إضافيًا قدره 535 مليون دولار في صندوق تسوية الأسبستوس الذي سيعوض المدعين المستقبليين بالإضافة إلى 20 بالمائة المتبقية من المدعين بمطالبات ضد شركة فايزر وكويجلي. تبلغ قيمة صفقة التعويض 965 مليون دولار بالكامل. من هذا المبلغ 535 مليون دولار، 405 مليون دولار في ورقة مدتها 40 عامًا من فايزر، في حين أن 100 مليون دولار ستأتي من بوالص التأمين.

### صمامات القلب المعيبة من شركة شيلي
اشترت شركة فايزر شركة شيلي في عام 1979، في بداية محنة الصمامات المحدبة المقعرة، والتي تتضمن صمام القلب بجورك شيلي. توفي ما يقرب من 500 شخص عندما تعطلت الصمامات المعيبة، وفي عام 1994، حكمت الولايات المتحدة ضد شركة فايزر مقابل 200 مليون دولار تقريبًا.
تم رفع دعوى قضائية فيدرالية من قبل عالم يدعي الإصابة بفيروس معدل وراثيًا أثناء العمل لدى شركة فايزر مما أدى إلى إصابتها بالشلل بشكل متقطع. «ماكلين، من ديب ريفر، تشتبه في أنها تعرضت عن غير قصد، من خلال عمل زميل سابق لشركة فايزر في 2002 أو 2003، إلى شكل هندسي من الفيروس البطيء، وهو فيروس مشابه للفيروس الذي يمكن أن يؤدي إلى متلازمة نقص المناعة المكتسبة، والمعروف أيضًا مثل الإيدز». وجدت المحكمة أن ماكلين فشلت في إثبات أن مرضها نتج عن التعرض للفيروس البطيء،[بحاجة لمصدر] ولكن أيضًا أن شركة فايزر انتهكت قوانين المبلغين عن المخالفات.
رفعت شركة التأمين الصحي بلو كروس بلو شيلد (BCBS) دعوى قضائية ضد شركة فايزر بسبب تسويقها لعقاقيرها بشكل غير قانوني بيكسترا وجيودون وليريكا. ذكرت BCBS أن شركة فايزر استخدمت «عمولات» وأقنع الأطباء خطأً بوصف الأدوية. ذكرت فيرسفارما أنه «وفقًا للدعوى، لم تكتفي شركة الأدوية بتوزيع تلك المواد» المضللة «على الاستخدامات خارج التسمية فحسب، بل أرسلت أطباء على متن سفن كاريبية ودفعت لهم 2000 دولار مكافأة مقابل استماعهم إلى محاضرات حول بيكسترا. أكثر من 5000 تم استقبال المتخصصين في الرعاية الصحية في اجتماعات في جزر الباهاما، جزر فيرجن، وفي جميع أنحاء الولايات المتحدة، حسب زعم الدعوى». تمت تسوية القضية في عام 2014 مقابل 325 مليون دولار.
نشأ الجدل حول عقار «سيليبريكس». قالت جامعة بريغهام يونغ (BYU) إن أستاذ الكيمياء، الدكتور دانيال سيمونز، اكتشف إنزيمًا في التسعينيات من شأنه أن يؤدي لاحقًا إلى تطوير سيليبريكس. كانت BYU في الأصل تسعى للحصول على إتاوة بنسبة 15 ٪ على المبيعات، وهو ما يعادل 9.7 مليار دولار. تُظهر إيداعات المحكمة أنه تم إبرام اتفاقية بحثية مع شركة مونسانتو، التي استحوذت شركة فايزر على أعمالها الصيدلانية لاحقًا، لتطوير أسبرين أفضل. إن الإنزيم الذي يدعي الدكتور سيمونز أنه اكتشفه من شأنه أن يسبب الألم والالتهابات أثناء التسبب في مشاكل في الجهاز الهضمي، والذي يستخدم سيليبريكس للحد من هذه المشاكل. نشبت معركة استمرت أكثر من ست سنوات، لأن BYU زعمت أن شركة فايزر لم تمنحه ائتمانًا أو تعويضًا بينما تدعي فايزر أنها أوفت بجميع الالتزامات المتعلقة باتفاقية مونسانتو. وبلغ هذا ذروته في تسوية ودية بقيمة 450 مليون دولار دون الذهاب إلى المحاكمة. قالت شركة فايزر إن تسوية الأمر سوف تتطلب 450 مليون دولار من أرباح الربع الأول للتسوية.

### دعوى نيجيريا تروفافلوكساسين
في عام 1996، تفشى مرض الحصبة والكوليرا والتهاب السحايا الجرثومي في نيجيريا. سافر ممثلو شركة فايزر وموظفوها من منظمة أبحاث متعاقدة (CRO) إلى مدينة كانو لإجراء تجربة إكلينيكية وإعطاء مضاد حيوي تجريبي يُدعى تروفافلوكساسين، لما يقرب من مائتي طفل. أفاد المسؤولون المحليون في كانو أن أكثر من خمسين طفلاً ماتوا في التجربة، بينما أصيب كثيرون بتشوهات عقلية وجسدية. كانت طبيعة وتواتر كل من الوفيات والنتائج السلبية الأخرى مماثلة لتلك الموجودة تاريخيًا بين مرضى الأطفال الذين عولجوا من التهاب السحايا في أفريقيا جنوب الصحراء الكبرى. في عام 2001، رفعت عائلات الأطفال، وكذلك حكومتا كانو ونيجيريا، دعاوى قضائية بخصوص العلاج. وفقًا للبرنامج الإخباري الديمقراطية الآن!، لم يحصل الباحثون على نماذج موافقة موقعة، وقال العاملون الطبيون إن فايزر لم تخبر أولياء الأمور أن أطفالهم يحصلون على العقار التجريبي. وتتهم الدعاوى القضائية أيضًا شركة فايزر باستخدام تفشي المرض لإجراء اختبارات بشرية غير معتمدة، بالإضافة إلى تقليل الجرعات المزعومة لمجموعة تحكم يتم علاجها بالمضادات الحيوية التقليدية من أجل تحريف نتائج التجربة لصالح تروفان. بينما لا تزال الحقائق المحددة للقضية محل نزاع، ذكر كل من العاملين الطبيين النيجيريين وطبيب واحد على الأقل من شركة فايزر أن المحاكمة أجريت دون موافقة الجهات التنظيمية.
في عام 2007، نشرت شركة فايزر بيان بيان الدفاع. تنص الرسالة على أن الشكل الفموي للدواء كان أكثر أمانًا وأسهل في الإدارة، وأن تروفان قد استخدم بأمان في أكثر من 5000 أمريكي قبل التجربة النيجيرية، وأن معدل الوفيات في المرضى الذين عولجوا بواسطة فايزر كان أقل من ذلك الذي لوحظ تاريخيًا في أوبئة التهاب السحايا الأفريقي، وأنه لم يلاحظ أي آثار جانبية غير عادية، لا علاقة لها بالتهاب السحايا، بعد 4 أسابيع.
في يونيو / حزيران 2010، رفضت المحكمة العليا الأمريكية استئناف فايزر ضد حكم يسمح للعائلات النيجيرية برفع دعاوى قضائية.
في ديسمبر 2010، أصدرت ويكيليكس برقيات دبلوماسية أمريكية، تشير إلى أن شركة فايزر استأجرت محققين للعثور على أدلة على الفساد ضد المدعي العام النيجيري أونداكا لإقناعه بالتخلي عن الإجراءات القانونية. ووصف مراسل صحيفة واشنطن بوست جو ستيفنز، الذي ساعد في نشر القصة في عام 2000، هذه الإجراءات بأنها «قريبة بشكل خطير من الابتزاز». ردًا على ذلك، أصدرت الشركة بيانًا صحفيًا وصفت الادعاءات بأنها «غير معقولة» وذكر أنها تصرفت بحسن نية. اوندواكا، الذي زُعم أنه طالب برشاوى من شركة فايزر مقابل تسوية القضية، أُعلن أنه غير لائق للمنصب وتم إلغاء تأشيرته الأمريكية بسبب تهم الفساد في عام 2010.

## الأبحاث والتطوير
بالنسبة لدواء الفياجرا اقترح البحث عن دواء لتقليل نسبة انزيم الفوسفوديستريس PDE في الحدود المناسبة بدلا من تثبيط عملها لفترة 4 ساعات ثم تعود كما كانت.. وذلك مثل دواء تقليل الكوليسترول مثلا الذي يحافظ على الحدود التي يجب أن يكون عليها الكوليسترول في الدم ويمكن معرفة ذلك بالتحليل وكدواء علاج زيادة السكر ... وهكذا

## السجل البيئي
بين عامي 2002 و 2008، خفضت شركة فايزر انبعاثاتها من غازات الاحتباس الحراري بنسبة 20٪، والتزمت بتقليل الانبعاثات بنسبة 20٪ إضافية بحلول عام 2012. في عام 2012، تم تسمية الشركة في مؤشر قيادة الكربون الخاص بمشروع الكشف عن الكربون تقديراً لجهودها للحد من انبعاثات غازات الاحتباس الحراري.
ورثت شركة فايزر التزامات ويث في موقع سياناميد الأمريكي في بريدجووتر، نيو جيرسي. هذا الموقع شديد السمية وقد أعلنت وكالة حماية البيئة عن موقع سوبرفند. حاولت شركة فايزر منذ ذلك الحين إصلاح هذه الأرض من أجل تنظيفها وتطويرها لتحقيق أرباح مستقبلية واستخدامات عامة محتملة. خرج كل من نادي سييرا وجمعية أديسون للأراضي الرطبة معارضة لخطة التنظيف، بحجة أن المنطقة عرضة للفيضانات، مما قد يتسبب في تسرب الملوثات. تعتبر وكالة حماية البيئة أن الخطة هي الأكثر منطقية من اعتبارات السلامة والفعالية من حيث التكلفة، بحجة أن الخطة البديلة التي تتضمن نقل التربة الملوثة بالشاحنات خارج الموقع يمكن أن تعرض عمال التنظيف. موقف وكالة حماية البيئة مدعوم من قبل مجموعة المراقبة البيئية CRISIS.
في يونيو 2002، أدى انفجار كيماوي في مصنع جروتون إلى إصابة سبعة أشخاص وتسبب في إخلاء أكثر من 100 منزل في المنطقة المحيطة.

## الضغط السياسي
فايزر عضو قيادي في تحالف القيادة العالمية للولايات المتحدة، وهو تحالف مقره واشنطن العاصمة يضم أكثر من 400 شركة كبرى ومنظمات غير حكومية تدافع عن ميزانية أكبر للشؤون الدولية، والتي تمول الجهود الدبلوماسية والإنسانية والإنمائية الأمريكية في الخارج.
فايزر هي واحدة من أكبر مصالح الضغط في سياسات الولايات المتحدة. على سبيل المثال، في الأشهر التسعة الأولى من عام 2009، أنفقت شركة فايزر أكثر من 16.3 مليون دولار على الضغط على المشرعين في الكونجرس الأمريكي، مما جعلهم سادس أكبر اهتمام في الولايات المتحدة (بعد أبحاث الأدوية ومصنعي أمريكا (PhRMA)، التي احتلت المرتبة الرابعة ولكنها تمثل أيضًا العديد لمصالحهم). وقالت متحدثة باسم فايزر إن الشركة «أرادت التأكد من أن صوتنا مسموع في هذه المحادثة» فيما يتعلق بإنفاق الشركة البالغ 25 مليون دولار في عام 2010 للضغط على إصلاح الرعاية الصحية.
وفقًا لبرقيات وزارة الخارجية الأمريكية التي نشرتها ويكيليكس، فإن شركة فايزر «ضغطت ضد حصول نيوزيلندا على اتفاقية تجارة حرة مع الولايات المتحدة لأنها اعترضت على قواعد شراء الأدوية التقييدية في نيوزيلندا وحاولت التخلص من وزيرة الصحة النيوزيلندية السابقة»، هيلين كلارك، في عام 1990.
سكوت جوتليب، الذي استقال من منصب مفوض إدارة الغذاء والدواء الأمريكية في أبريل 2019، انضم إلى مجلس إدارة شركة فايزر بعد ثلاثة أشهر، في يوليو.

## وصلات خارجية
- موقع شركة فايزر - منطقة أعمال المملكة المتحدة
- موقع شركة فايزر - منطقة أعمال الولايات المتحدة
  - قائمة بكامل المنتجات
  - علاقات المستثمرين
- ملف الشركة المالي على الياهو! للأعمال